# Sionisme territorialiste
Pour les articles homonymes, voir Sionisme (homonymie).
Le sionisme territorialiste est un courant du sionisme né à la fin du XIXe siècle qui envisageait la création d'un État juif en dehors de la Palestine. Son principal chef de file fut l'écrivain britannique Israel Zangwill qui quitte l'Organisation sioniste mondiale et crée l'« Organisation juive territorialiste » (OJT) en 1905. Ce mouvement minoritaire a été surtout actif avant la déclaration Balfour de 1917 et la création d'un « Foyer national juif » en Palestine mandataire qui lui enlevèrent toute utilité. L'OJT est finalement dissoute en 1925.

## Origine du territorialisme
Depuis les prémices du sionisme (Moise Hess, le rav Kalisher, les Hovevei zion), la Palestine était au centre du projet d’un état juif. Mais l’hypothèse palestinienne avait une grosse faiblesse : la Palestine faisait partie de l'Empire ottoman, et celui-ci n’avait aucun intérêt à « donner » la Palestine aux juifs.
C’est sans doute la raison pour laquelle le livre Autoémancipation de Léo Pinsker (un des fondateurs du sionisme, au début des années 1880) ne précisait pas l’emplacement de l’État juif souhaité. Les congrès sionistes (le premier se tient en 1897) n’avaient pas non plus officiellement tranché cette question. Theodor Herzl lui-même, le premier dirigeant de l'Organisation sioniste mondiale était assez souple sur le sujet. Les contacts entre Theodor Herzl et le sultan n’avaient d’ailleurs rien donné.

## L'Argentine

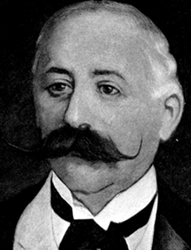
Maurice de Hirsch

Depuis les années 1890, le Baron de Hirsch avait pour sa part misé pour un établissement de masse des juifs en Argentine. À cette fin, il avait créé la Jewish Colonization Association en 1891, qui acheta cent mille hectares sur lesquels s'installèrent des milliers de familles. L'association avait pour but d'installer trois mille colons par an en Argentine.
Le succès de cette colonisation, qui n'avait pas pour but de créer un État et n'était donc pas sioniste, ne sera pas à la hauteur des espérances. Herzl lui-même s'opposa au projet de Hirsch (les deux hommes s'entretiendront à ce sujet en 1895). La mort de Hirsch en 1896 explique en grande partie l'échec de cette entreprise, qui aura tout de même permis l'installation de 35 000 individus dans le pays. Il n'empêche que Herzl mentionnera encore en 1897 dans  son Judenstaat l'option argentine face à l'option palestinienne comme des éventualités comparables. Quant à l'implantation de Juifs en Argentine, elle se poursuivra au moins jusqu'à la Première Guerre mondiale.
L’Argentine aura cependant crédibilisé l’idée de l’établissement des Juifs en masse dans un pays « vierge », en dehors de la Palestine.

## Le plan «Ouganda»
L'année 1903 est l'année des pogroms de Kichinev, suivis par une série d'autres pogroms jusqu'en 1906. Cette vague de massacres donne une impulsion déterminante à l'émigration hors de la Russie tsariste, tant vers l'Amérique du Nord que vers l'Europe occidentale ou, dans une moindre mesure, vers la Palestine.
L’émotion dans le monde occidental est grande, tant les pogroms ont été sanglants.
Cette émotion est une des raisons pour lesquelles le gouvernement britannique de Chamberlain propose en 1903 à Theodor Herzl de donner à l’Organisation sioniste mondiale (OSM) une partie de sa colonie de l'Ouganda, pour y créer un Foyer national juif. D'une superficie de 8 000 km2, le plateau de Mau (actuellement situé au Kenya) est doté d'un climat tempéré, supportable pour des Européens.

## Le rejet de l'option «territorialiste» par le mouvement sioniste
Cette proposition a deux conséquences inverses sur l'Organisation sioniste mondiale :
- Elle crédibilise l’option « territorialiste », basée sur l’idée que les Juifs doivent avoir un « territoire » quelconque, sans que les frontières ou le lieu soient très importants.
- Elle provoque une vive réaction de la majorité des sionistes. Jusqu’alors, le manque de précision des congrès sionistes n’avait gêné personne : la Palestine semblait évidente à la majorité. L’accueil positif apporté au projet par certains sionistes (Théodore Herzl lui-même est tenté) mobilise une ferme opposition.

Le sixième congrès sioniste de Bâle (1903) doit se prononcer sur la proposition britannique. D'un côté, les efforts diplomatiques de l'organisation pour obtenir un soutien d'au moins une grande puissance à une colonie de peuplement en Palestine ne débouchent pas. De l'autre côté, les Britanniques proposent une telle colonie, mais pas en Palestine. Le débat fait donc rage au sein de l’Organisation.
Herzl lui-même invite le congrès à réfléchir sérieusement à l'ouverture britannique.
En dépit d'une considérable opposition et d'une grève surprise des sionistes russes, les délégués adoptèrent par 295 voix pour, 178 contre et 98 abstentions l'envoi d'un comité pour examiner la possibilité d'une colonisation juive de l'Ouganda. Celui-ci indiquera que le climat du plateau de Mau est relativement tempéré, et adapté à des occidentaux. Le plateau a semblé acceptable pour la délégation envoyée sur place, à ceci près que la faune locale était considérée comme dangereuse (lions), et surtout que le plateau était déjà peuplé par les Masaïs.
Mais une commission ne signifie pas une acceptation, et le rejet grandit au sein de l'OSM.
En 1905, le septième congrès sioniste se tient à Bâle. Il y est décidé de repousser définitivement la proposition de l'Ouganda, ainsi que toute alternative à la Palestine.
Les « territorialistes » s’insurgent contre le refus d’une proposition inespérée, celle d’un Foyer National Juif. Pour cette minorité, l’option palestinienne est trop risquée, et totalement dépendante de la bonne volonté (improbable) des Ottomans. Pour eux, qui voulaient absolument « un territoire », refuser un État, où qu'il soit, est suicidaire, et ils opèrent une scission.

## La scission de l'«Organisation juive territorialiste»

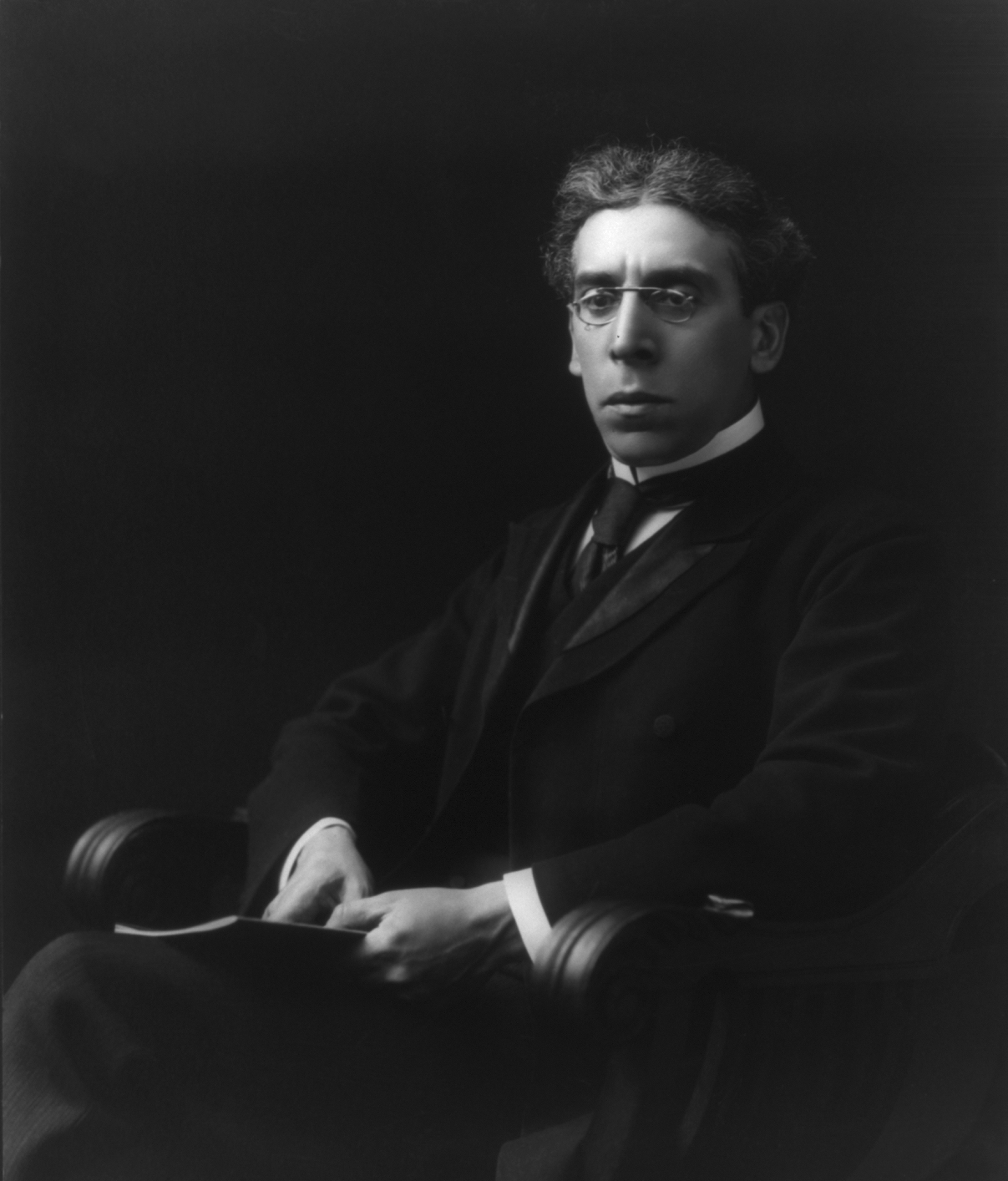
Israel Zangwill en 1905.

Les opposants à la ligne sioniste officielle (du moins ceux qui sont prêts à aller jusqu'à la rupture) créent alors l'« Organisation juive territorialiste », menée par Israël Zangwill. L'organisation n'aura guère de succès, et ce pour deux raisons :
- L'attachement des communautés juives à la Palestine.
- Le retrait de la proposition britannique. Les Britanniques étaient en effet peu intéressés à travailler avec la tendance minoritaire (le territorialisme) d'un courant alors lui-même minoritaire au sein des communautés juives, le sionisme.

L'organisation, déjà peu influente, entrera dans un rapide déclin après la déclaration Balfour de 1917, qui la rend caduque. Par cette déclaration, les Brittaniques se déclarent en effet favorables à l'établissement d'un "foyer national juif" en Palestine. L'organisation sera dissoute en 1925.
Les masses juives n’ont pas suivi. L’abandon de la Palestine leur a semblé une hérésie.

## Les suites
L’idée « territorialiste » a quelques brèves résurgences jusqu’aux années 1940, mais sans grand succès.
En 1936, le gouvernement polonais indique qu'il souhaite le départ des Juifs de Pologne. Les Britanniques n'étant pas disposés à offrir suffisamment de visas pour les immigrants juifs en Palestine, les Polonais cherchent d'autres solutions, comme Madagascar. La France oppose une fin de non recevoir (Voir sionisme révisionniste : Le plan d’évacuation (1936-1937)).
En 1939, de sérieuses discussions eurent lieu parmi des personnalités juives et les autorités chinoises pour constituer un foyer juif dans le Yunnan (beaucoup de juifs s'étaient alors déjà réfugiés à Shanghai). Le projet fut rapidement abandonné face au manque de soutien financier des États-Unis,.
Peu de temps avant le début de la Shoah, le gouvernement nazi envisage la déportation en masse des Juifs d'Europe orientale vers Madagascar, mais sans suite. Il ne s'agissait que d'un lieu de déportation, pas d'un projet de création étatique. Le rapport avec le territorialisme est donc lointain.
Durant la Seconde Guerre mondiale, le premier ministre britannique Winston Churchill réitère la proposition de l'Ouganda comme lieu de l'État juif, mais cette proposition est fermement refusée par l'Organisation sioniste.
On peut voir dans la question du territorialisme les débuts d'un débat qui va agiter de façon récurrente le mouvement sioniste jusqu'au début du XXIe siècle : l'objectif premier du sionisme est-il de fonder un État pour les Juifs (dont les frontières sont somme toute d'une importance relative), ou est-il de créer un État impérativement dans des frontières historiques juives, si tant est que celles-ci puisse aisément être définies ? 
On voit ce débat renaître, sous différentes formes, en 1922, 1937, 1947 et depuis 1967. C’est un débat centré sur la Palestine, mais où l'on retrouve l’écho de l’approche « pragmatique » des territorialistes.

## Voir également
- Oblast autonome juif, république autonome juive en fédération de Russie : créée à l'initiative de Staline en 1928, presque tous ses habitants juifs en sont partis depuis 1991. Le seul exemple contemporain d'un territoire administrativement Juif à l'exception évidente d'Israël.